# Aisha Ssemambo
Aisha Nabikko Ssemambo (* 1975 in Bamusuuta, Ndesse Nakifuma, Distrikt Mukono) ist eine ehemalige ugandische Fußballschiedsrichterin.
Von 2006 bis 2018 stand sie auf der FIFA-Liste und leitete internationale Fußballspiele.
Als Schiedsrichterin war sie bei der Afrikameisterschaft 2012 in Äquatorialguinea im Einsatz.
Ebenso wurde sie für die Afrikameisterschaft 2014 in Namibia nominiert und leitete dort ein Spiel in der Gruppenphase.
2019 beendete sie ihre Schiedsrichterkarriere.
Ssemambo ist verheiratet mit Luzinda Muwadda, dem Eigentümer und Trainer von Kitega FC, mit dem sie vier Kinder hat.